# Georg Richter-Lößnitz
Georg Richter-Lößnitz (* 31. Januar 1891 in Leipzig; † 8. Juli 1938 in Großenhain; eigentlich Julius Georg Richter) war ein deutscher Maler und Radierer.

## Leben und Wirken

Landschaft, Georg Richter-Lößnitz, ohne Datum.
(Hoflößnitz vor Bismarckturm und Spitzhaus)

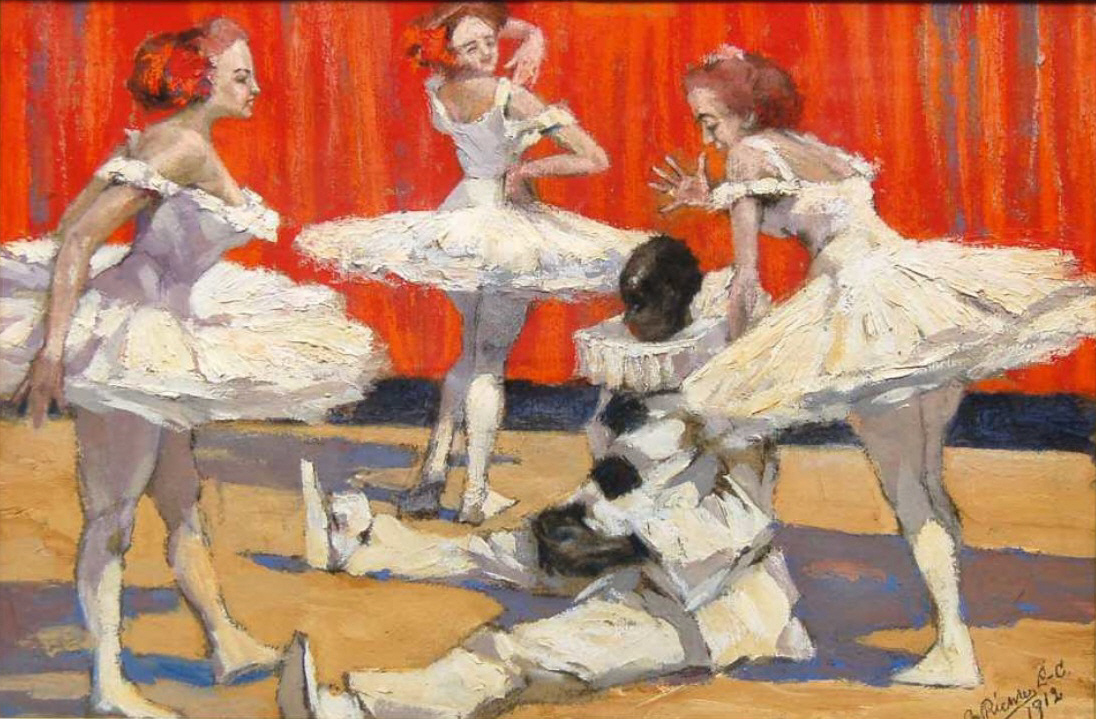
Balletttänzerinnen und Pierrot (1912)

Richter studierte von 1905 bis 1907 an der Königlichen Kunstgewerbeschule in Dresden, erhielt anschließend eine drucktechnische Ausbildung und studierte danach von 1910 bis 1913 an der Dresdner Kunstakademie bei Richard Müller und Carl Bantzer.
1913 zog er als freischaffender Maler und Radierer nach Kötzschenbroda in den Auenweg 5, wo er bis zu seinem Tode als freischaffender Künstler lebte und arbeitete. Das Haus war 1912 nach seinen eigenen Entwürfen entstanden.
Da bereits seine Eltern aus der Gegend stammten, drückte Richter seine Verbundenheit mit der Landschaft ab den 1920er Jahren dadurch aus, dass er sich Richter-Lößnitz nannte.
Richter-Lößnitz malte viele Bilder seiner Heimatlandschaft in eher stillen Tönen, darüber hinaus entstanden Porträts und figürliche Zeichnungen. Er arbeitete aber auch als Fassaden- und Innenraumgestalter, Buchillustrator und Werbegrafiker. Die Meißner Porzellanfabrik Teichert erhielt von Richter-Lößnitz Entwürfe für ihre Produkte.
Werke von Richter-Lößnitz befinden sich unter anderem im Kupferstichkabinett Dresden und in den Beständen des Sächsischen Armeemuseums.
Der Maler und Grafiker Hans Theo Richter lernte 1922 Georg Richter-Lößnitz kennen und durfte in dessen Werkstatt seine ersten Radierungen drucken.